# Sammelschiffchen
Die Sammelschiffchen der Deutschen Gesellschaft zur Rettung Schiffbrüchiger sind seit 1875 die Spendendosen der Gesellschaft. Mit rund 13.000 Schwesterschiffen sind sie mit Abstand die meistverbreitete und älteste Einheit der Seenotretter. Die Seenotretter nennen ihre Schiffchen wegen ihrer Länge auch die 32-Zentimeter-Klasse, in Anspielung auf die Bezeichnungen der echten Rettungseinheiten.

## Einsatz und Verbreitung

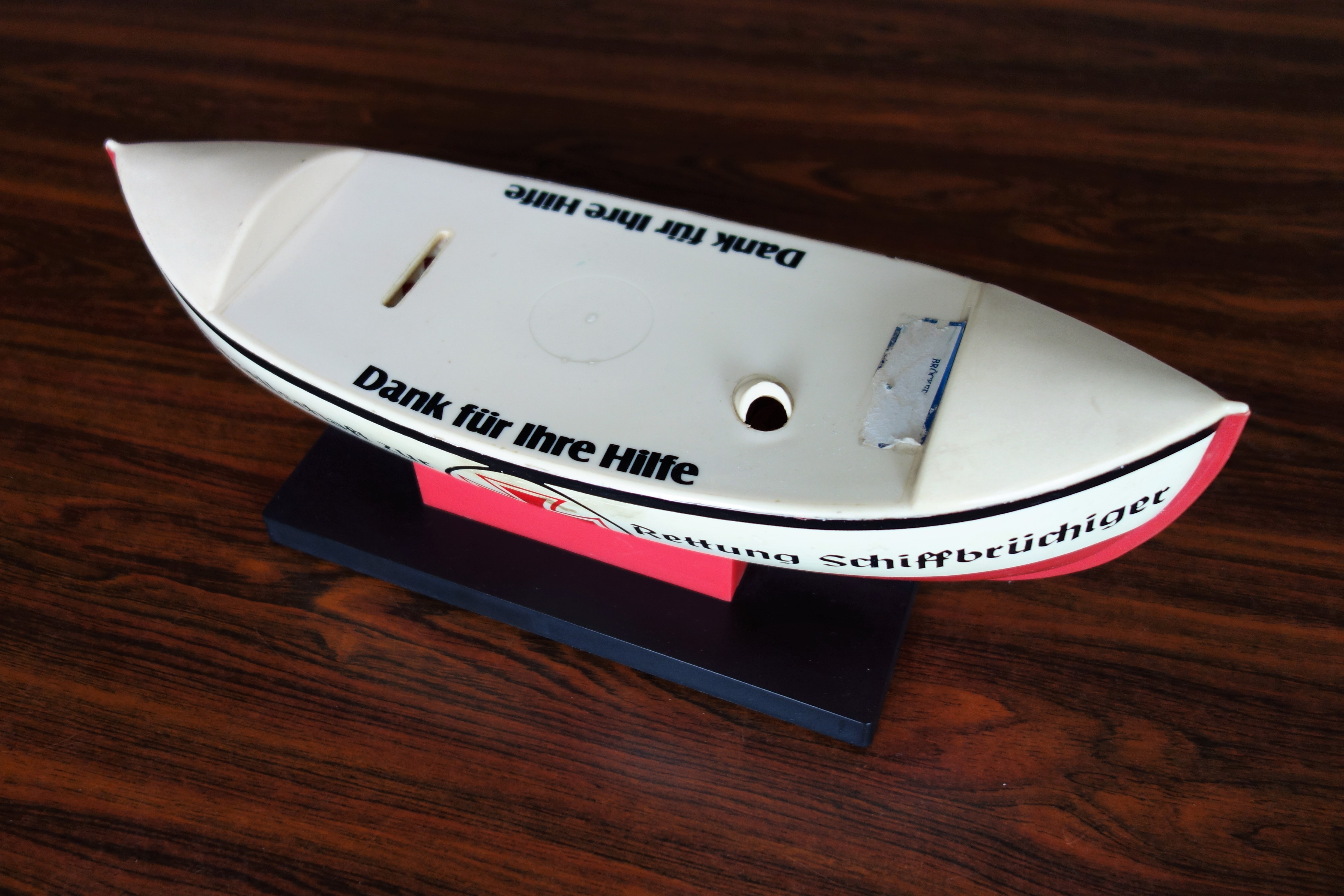
Draufsicht mit einem Schlitz für Münzgeld und einem Loch für gerollte Banknoten

Die Deutsche Gesellschaft zur Rettung Schiffbrüchiger finanziert sich seit ihrer Gründung ausschließlich über Spenden. Obwohl mittlerweile der größte Teil der Spenden direkt per Banküberweisung geleistet wird, sind die Schiffchen immer noch im Dienst und bringen jedes Jahr rund eine Million Euro ein. Sie sind in Gaststätten, Eingangsbereichen von Unternehmen, Häfen und weiteren Betrieben von der See bis an den Bodensee aufgestellt. Auch außerhalb Deutschlands und an Bord von Schiffen wollen sie „beladen“ werden. Die Schiffe können bei der Gesellschaft bestellt und an geeigneten Orten aufgestellt werden. Sie verbleiben jedoch im Eigentum der Seenotretter und sind nicht käuflich zu erwerben. Wegen ihres „Kultstatus“ sind sie allerdings bei Sammlern sehr beliebt und werden trotzdem auf eBay und ähnlichen Plattformen angeboten.
Besonders viel Geld wird im Hamburger Rotlichtviertel in die Schiffchen geworfen. In Bremen, dem Heimathafen der Flotte, steht gar ein Schiffchen im Senatssaal, das als Sühne bei unkorrektem Verhalten gefüttert werden muss.

## Konstruktion und Design
Das Design des Sammelschiffchens wurde seit der „Indienststellung“ der ersten Einheiten 1875 kaum verändert. Die „kleinen geschmackvollen Böte“, wie es damals hieß, sind den Ruderrettungsbooten aus der Anfangszeit der organisierten Seenotrettung nachempfunden. Die ersten Einheiten waren aus Holz gefertigt, später waren sie dann aus Metall. Seit den 1960er-Jahren sind die neuen Boote aus Kunststoff. Die Schiffchen werden in Handarbeit in der Firma J. H. Tönnjes in Delmenhorst zusammengebaut. Jedes Schiff trägt eine eindeutige, maschinell eingravierte Seriennummer. Moderne Schiffchen sind mit Technik ausgerüstet, die ein direktes Spenden per Handy ermöglicht. Die Schiffchen sind rundum verschlossen und rund 32 Zentimeter lang und 10,7 Zentimeter breit. An ihrer Oberseite findet sich ein Schlitz zum Einwurf von Münzen. Banknoten müssen zusammengerollt werden und passen dann durch ein kleines rundes Loch daneben. Aktuelle Modelle haben ein kleines Rad zum Einschieben von Banknoten. Freiwillige Mitglieder der Seenotretter kümmern sich um regelmäßige Leerungen.